# Wielrennen op de Europese kampioenschappen parasporten 2023
Para-cycling was een van de sporten die werd beoefend tijdens de Europese kampioenschappen parasporten 2023. De wedstrijden werden van 17 tot en met 20 augustus 2023 gehouden in Rotterdam.
Het kampioenschap omvatte tijdrijden en wegwielrennen in zesentwintig categorieën bij de mannen, vierentwintig bij de vrouwen en een gemengde categorie. De wedstrijden vonden plaats rond de Willem-Alexander Baan. Ook vond een gemengde estafette plaats in het Scheepvaartkwartier.

## Medaillewinnaars

### Mannen
| Onderdeel              | Goud                             | Zilver                           | Brons                            |
| ---------------------- | -------------------------------- | -------------------------------- | -------------------------------- |
| Tijdrit mannen B       | Tristan Bangma Nederland         | Vincent ter Schure Nederland     | Christian Venge Balboa Spanje    |
| Tijdrit mannen T1      | Giorgio Farroni Italië           | Gonzalo García Abella Spanje     | Petr Berger Tsjechië             |
| Tijdrit mannen T2      | Joan Reinoso Figuerola Spanje    | Wolfgang Steinbichler Oostenrijk | Jindřich Mašín Tsjechië          |
| Tijdrit mannen C1      | Ricardo Ten Argilés Spanje       | Bernardo Vieira Portugal         | Andreas Zirkl Oostenrijk         |
| Tijdrit mannen C2      | Alexandre Léauté Frankrijk       | Nikolaos Papangelis Griekenland  | Maurice Far Eckhard Tió Spanje   |
| Tijdrit mannen C3      | Matthias Schindler Duitsland     | Eduardo Santas Asensio Spanje    | Thomas Peyroton-Dartet Frankrijk |
| Tijdrit mannen C4      | Gatien Le Rousseau Frankrijk     | Timothy Zemp Zwitserland         | Damian Ramos Sanchez Spanje      |
| Tijdrit mannen C5      | Dorian Foulon Frankrijk          | Daniel Abraham Gebru Nederland   | Martin van de Pol Nederland      |
| Tijdrit mannen H1      | Fabrizio Cornegliani Italië      | Patrik Jahoda Tsjechië           | Benjamin Früh Zwitserland        |
| Tijdrit mannen H2      | Sergio Garrote Muñoz Spanje      | Florian Jouanny Frankrijk        | Luca Mazzone Italië              |
| Tijdrit mannen H3      | Mark Mekenkamp Nederland         | Johan Quaile Frankrijk           | Mischa Hielkema Nederland        |
| Tijdrit mannen H4      | Thomas Frühwirth Oostenrijk      | Alexander Gritsch Oostenrijk     | Mathieu Bosredon Frankrijk       |
| Tijdrit mannen H5      | Mitch Valize Nederland           | Loïc Vergnaud Frankrijk          | Tim de Vries Nederland           |
| Wegwedstrijd mannen B  | Tristan Bangma Nederland         | Vincent ter Schure Nederland     | Fabio Colombo Italië             |
| Wegwedstrijd mannen T1 | Giorgio Farroni Italië           | Gonzalo García Abella Spanje     | Petr Berger Tsjechië             |
| Wegwedstrijd mannen T2 | Wolfgang Steinbichler Oostenrijk | Joan Reinoso Spanje              | Jindřich Mašín Tsjechië          |
| Wegwedstrijd mannen C1 | Ricardo Ten Argilés Spanje       | Michael Teuber Duitsland         | Bernardo Vieira Portugal         |
| Wegwedstrijd mannen C2 | Alexandre Léauté Frankrijk       | Nikolaos Papangelis Griekenland  | Maurice Far Eckhard Tió Spanje   |
| Wegwedstrijd mannen C3 | Thomas Peyroton-Dartet Frankrijk | Hidde Buur Nederland             | Valentin Sicot Frankrijk         |
| Wegwedstrijd mannen C4 | Damian Ramos Sanchez Spanje      | Patrik Kuril Slowakije           | Gatien Le Rousseau Frankrijk     |
| Wegwedstrijd mannen C5 | Daniel Abraham Gebru Nederland   | Martin van de Pol Nederland      | Franz-Josef Lässer Oostenrijk    |
| Wegwedstrijd mannen H1 | Fabrizio Cornegliani Italië      | Ernst Bachmaier Oostenrijk       | Patrik Jahoda Tsjechië           |
| Wegwedstrijd mannen H2 | Florian Jouanny Frankrijk        | Sergio Garrote Muñoz Spanje      | Luca Mazzone Italië              |
| Wegwedstrijd mannen H3 | Davide Cortini Italië            | Vico Merklein Duitsland          | Mirko Testa Italië               |
| Wegwedstrijd mannen H4 | Mathieu Bosredon Frankrijk       | Joseph Fritsch Frankrijk         | Thomas Frühwirth Oostenrijk      |
| Wegwedstrijd mannen H5 | Tim de Vries Nederland           | Mitch Valize Nederland           | Loïc Vergnaud Frankrijk          |

### Vrouwen
| Onderdeel               | Goud                             | Zilver                          | Brons                          |
| ----------------------- | -------------------------------- | ------------------------------- | ------------------------------ |
| Tijdrit vrouwen B       | Patrycja Kuter Polen             | Otylia Marczuk Polen            | Marianna Agostini Italië       |
| Tijdrit vrouwen T1      | Pavlína Vejvodová Tsjechië       |                                 |                                |
| Tijdrit vrouwen T2      | Celine van Till Zwitserland      | Angelika Dreock-Käser Duitsland | Emma Lund Denemarken           |
| Tijdrit vrouwen C2      | Flurina Rigling Zwitserland      | Maike Hausberger Duitsland      | Yvonne Marzinke Oostenrijk     |
| Tijdrit vrouwen C3      | Antonella Incristi Italië        | Aniek van den Aarssen Nederland |                                |
| Tijdrit vrouwen C4      | Franziska Matile-Dörig Duitsland | Katell Alençon Frankrijk        |                                |
| Tijdrit vrouwen C5      | Heidi Gaugain Frankrijk          | Kerstin Brachtendorf Duitsland  | Claudia Cretti Italië          |
| Tijdrit vrouwen H1      | Luisa Pasini Italië              | Veronica Frosi Italië           |                                |
| Tijdrit vrouwen H2      | Roberta Amadeo Italië            | Angela Procida Italië           | Simona Canipari Italië         |
| Tijdrit vrouwen H3      | Annika Zeyen Duitsland           | Francesca Porcellato Italië     | Anaïs Vincent Frankrijk        |
| Tijdrit vrouwen H4      | Jennette Jansen Nederland        | Giulia Ruffato Italië           | Cornelia Wibmer Oostenrijk     |
| Tijdrit vrouwen H5      | Andrea Eskau Duitsland           | Ana Maria Vitelaru Italië       | Katia Aere Italië              |
| Wegwedstrijd vrouwen B  | Justyna Kiryła Polen             | Katarzyna Orzechowska Polen     | Otylia Marczuk Polen           |
| Wegwedstrijd vrouwen T1 | Pavlína Vejvodová Tsjechië       |                                 |                                |
| Wegwedstrijd vrouwen T2 | Celine van Till Zwitserland      | Angelika Dreock-Käser Duitsland | Emma Lund Denemarken           |
| Wegwedstrijd vrouwen C2 | Flurina Rigling Zwitserland      | Christelle Ribault Frankrijk    | Yvonne Marzinke Oostenrijk     |
| Wegwedstrijd vrouwen C3 | Antonella Incristi Italië        | Aniek van den Aarssen Nederland |                                |
| Wegwedstrijd vrouwen C4 | Franziska Matile-Dörig Duitsland | Katell Alençon Frankrijk        |                                |
| Wegwedstrijd vrouwen C5 | Heidi Gaugain Frankrijk          | Claudia Cretti Italië           | Kerstin Brachtendorf Duitsland |
| Wegwedstrijd vrouwen H1 | Luisa Pasini Italië              | Veronica Frosi Italië           |                                |
| Wegwedstrijd vrouwen H2 | Roberta Amadeo Italië            | Simona Canipari Italië          | Angela Procida Italië          |
| Wegwedstrijd vrouwen H3 | Francesca Porcellato Italië      | Annika Zeyen Duitsland          | Anna Oroszová Slowakije        |
| Wegwedstrijd vrouwen H4 | Giulia Ruffato Italië            | Suzanna Tangen Noorwegen        | Jennette Jansen Nederland      |
| Wegwedstrijd vrouwen H5 | Ana Maria Vitelaru Italië        | Andrea Eskau Duitsland          | Katia Aere Italië              |

### Gemengd
| Onderdeel                     | Goud                                                | Zilver                                                        | Brons                                             |
| ----------------------------- | --------------------------------------------------- | ------------------------------------------------------------- | ------------------------------------------------- |
| Gemengde estafetteploeg H1-H5 | Frankrijk Johan Quaile Anaïs Vincent Joseph Fritsch | Italië Federico Mestroni Francesca Porcellato Diego Colombari | Duitsland Vico Merklein Annika Zeyen Andrea Eskau |